# Jan Simon Gerardus Gramberg
Jan Simon Gerardus Gramberg (Maastricht, 19 aprile 1823 – Cobden, 12 ottobre 1888) è stato uno scrittore, medico e avventuriero olandese.
Visse e lavorò a lungo nella Costa d'Oro olandese e nelle Indie orientali olandesi, scrivendo diverse opere su quei luoghi.

## Biografia

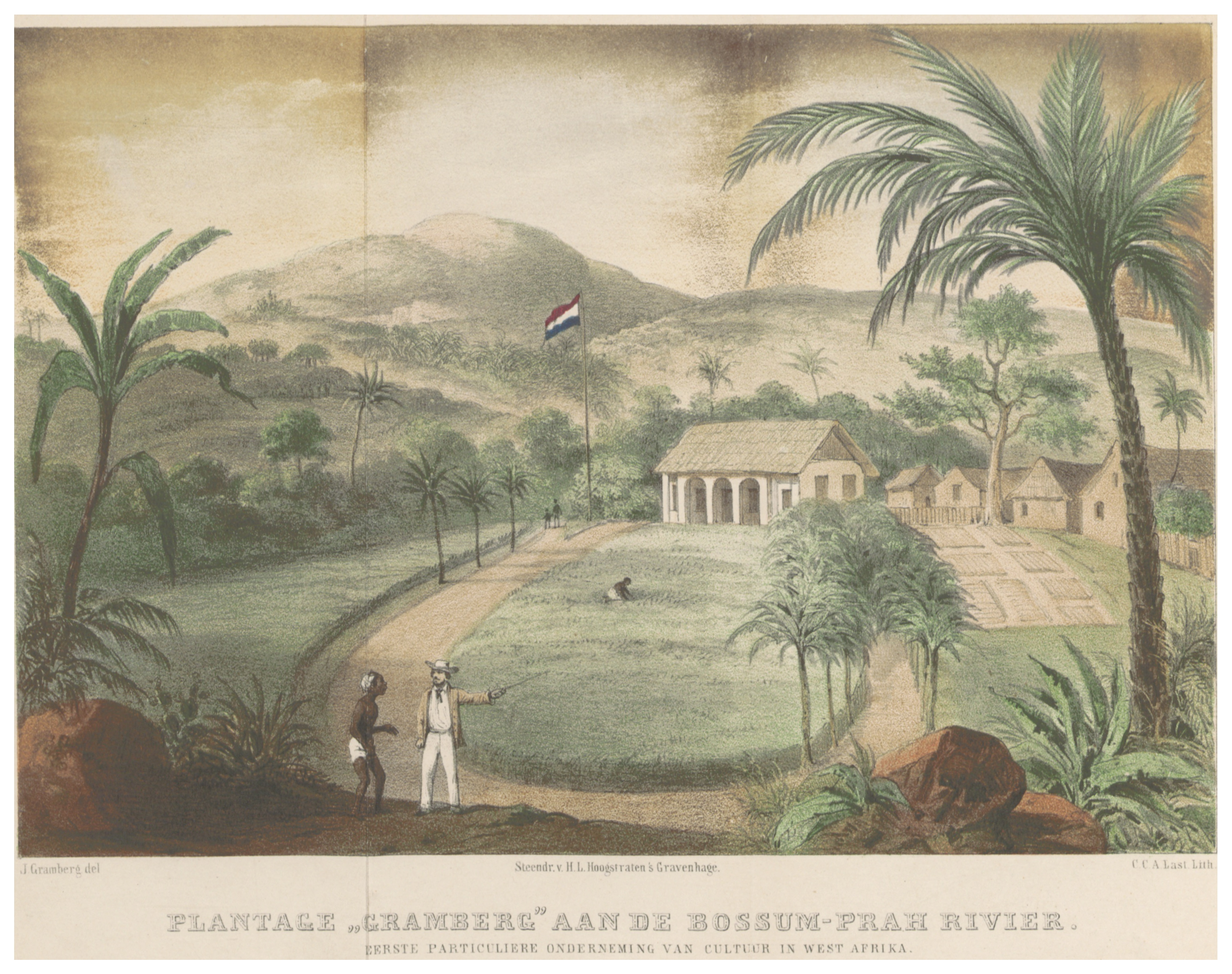
La piantagione di Gramberg presso il fiume Bossumprah.

Gramberg nacque a Maastricht da Johan Gramberg e da sua moglie, Adriana Grond. Dopo essersi laureato in medicina all'Università di Utrecht, Gramberg venne installato come ufficiale medico nella Costa d'Oro olandese per decreto reale del 13 novembre 1855. In Africa, diede prova di essere un uomo avventuroso, viaggiando non solo nella costa ma anche nell'entroterra e fondando anche una piantagione di cotone presso il fiume Bossumprah, sulla strada verso Fort Komenda. Di questo suo periodo in Africa, che si concretizzò tra il 1856 ed il 1859, ci rimane la sua opera principale dal titolo Schetsen van Afrika's Westkust.
Gramberg venne poi trasferito come ufficiale medico della marina olandese nelle Indie orientali olandesi sino al suo ritiro dal servizio militare attivo sul finire del 1861 a causa di una malattia. Tra l'inizio del 1862 ed il maggio del 1863, Gramberg fu editore del Java-Bode, un giornale popolare nelle Indie orientali olandesi.
Gramberg divenne quindi un amministratore coloniale come impiegato a Palembang nel 1863. Tra il luglio del 1867 ed il settembre del 1869, ottenne di poter rientrare in Europa a causa di una nuova malattia, trascorrendo gran parte del suo tempo a Le Hague. Ritornato nelle Indie orientali, divenne segretario e tesoriere a Timor. Venne licenziato nel 1872 per "condotta disonorevole", per poi venire reintegrato come segretario a Sumatra.
Pensionatosi nel 1878, Gramberg si trasferì a Le Hague per qualche tempo, per poi imbarcarsi come medico a bordo di una nave negli Stati Uniti. Morì a Cobden, nell'Illinois, il 12 ottobre 1888.

## Opere
- Jan Simon Gerardus Gramberg, Schetsen van Afrika's Westkust, Amsterdam, Weijtingh & Brave, 1861. URL consultato il 3 agosto 2019 (archiviato dall'url originale il 23 febbraio 2017).
- Jan Simon Gerardus Gramberg, De inlijving van het landschap Pasoemah, Batavia, 1865.
- Jan Simon Gerardus Gramberg, Madjapahit: Historisch-romantisch tafereel uit de geschiedenis van Java, The Hague, 1868.
- J.S.G. Gramberg, De Goudkust, in De Gids, vol. 32, 1868,  pp. 383-407.
- Jan Simon Gerardus Gramberg, De sleutel van Madjapahit. Het Mohammedanisme tegenover de westersche beschaving in Indië, Palembang, 1869.
- Jan Simon Gerardus Gramberg, Palembang, Historisch-romantisch tafereel uit de geschiedenis van Sumatra, Batavia, 1878.
- Jan Simon Gerardus Gramberg, Indische schetsen met zwart krijt. No. 1. Atjeh, The Hague, 1882.